# Великий Унтем
Великий Унте́м (рос. Большой Унтем) — присілок в Балезінському районі Удмуртії, Росія.

## Населення
Населення — 169 осіб (2010; 220 в 2002).
Національний склад станом на 2002 рік:
- удмурти — 94 %